# Gianfranco Baldanello
Gianfranco Baldanello (Merano, 13 de noviembre de 1928) es un director de cine italiano.

## Biografía
Baldanello es hijo del actor Emilio Baldanello (1902-1952). Comenzó a trabajar en 1952 como asistente de dirección en varias películas de género. Durante diez años, participó en más de cincuenta películas. A partir de 1965 asumió él mismo la dirección. Hasta 1978 se dedicó a todos los géneros populares, implementando hábilmente temas aventureros. 
Usó como seudónimo el nombre de Frank G. Carroll .

## Filmografía
- 30 Winchester per El Diablo (1965)
- Uccidete Johnny Ringo (1966)
- Non mi dire mai goodbye (1967)
- Il raggio infernale (1967)
- I lunghi giorni dell'odio (1968)
- Black Jack (1968)
- Yellow - Le cugine (1969)
- Una colt in mano al diavolo (1972)
- Il figlio di Zorro (1973)
- Da Scaramouche or se vuoi l'assoluzione baciar devi sto... cordone! (1973)
- Dieci bianchi uccisi da un piccolo indiano (1974)
- Il richiamo del lupo (1975)
- Quella provincia maliziosa (1975)
- La ingenua (1975)
- Che dottoressa ragazzi! (1976)
- A chi tocca, tocca...! (1978)